# Selección de fútbol sub-17 de Kosovo
La Selección de fútbol sub-17 de Kosovo (en albanés: Përfaqësuesja e futbollit të Kosovës nën 17 vjeç, en serbio: Фудбалска репрезентација Косова до 17. године) es el equipo que representa al país en los torneos de la categoría y es controlada por la Federación de Fútbol de Kosovo.

## Participaciones

### Mundial Sub-17
| Año   | Fase                                  | Posición                              | PJ                                    | PG                                    | PE                                    | PP                                    | GF                                    | GC                                    |
| ----- | ------------------------------------- | ------------------------------------- | ------------------------------------- | ------------------------------------- | ------------------------------------- | ------------------------------------- | ------------------------------------- | ------------------------------------- |
| 1985  | Ver Yugoslavia                        | Ver Yugoslavia                        | Ver Yugoslavia                        | Ver Yugoslavia                        | Ver Yugoslavia                        | Ver Yugoslavia                        | Ver Yugoslavia                        | Ver Yugoslavia                        |
| 1987  | Ver Yugoslavia                        | Ver Yugoslavia                        | Ver Yugoslavia                        | Ver Yugoslavia                        | Ver Yugoslavia                        | Ver Yugoslavia                        | Ver Yugoslavia                        | Ver Yugoslavia                        |
| 1989  | Ver Yugoslavia                        | Ver Yugoslavia                        | Ver Yugoslavia                        | Ver Yugoslavia                        | Ver Yugoslavia                        | Ver Yugoslavia                        | Ver Yugoslavia                        | Ver Yugoslavia                        |
| 1991  | Ver Yugoslavia                        | Ver Yugoslavia                        | Ver Yugoslavia                        | Ver Yugoslavia                        | Ver Yugoslavia                        | Ver Yugoslavia                        | Ver Yugoslavia                        | Ver Yugoslavia                        |
| 1993  | Ver Yugoslavia                        | Ver Yugoslavia                        | Ver Yugoslavia                        | Ver Yugoslavia                        | Ver Yugoslavia                        | Ver Yugoslavia                        | Ver Yugoslavia                        | Ver Yugoslavia                        |
| 1995  | Ver Yugoslavia                        | Ver Yugoslavia                        | Ver Yugoslavia                        | Ver Yugoslavia                        | Ver Yugoslavia                        | Ver Yugoslavia                        | Ver Yugoslavia                        | Ver Yugoslavia                        |
| 1997  | Ver Yugoslavia                        | Ver Yugoslavia                        | Ver Yugoslavia                        | Ver Yugoslavia                        | Ver Yugoslavia                        | Ver Yugoslavia                        | Ver Yugoslavia                        | Ver Yugoslavia                        |
| 1999  | Ver Yugoslavia                        | Ver Yugoslavia                        | Ver Yugoslavia                        | Ver Yugoslavia                        | Ver Yugoslavia                        | Ver Yugoslavia                        | Ver Yugoslavia                        | Ver Yugoslavia                        |
| 2001  | No afiliado a la FIFA                 | No afiliado a la FIFA                 | No afiliado a la FIFA                 | No afiliado a la FIFA                 | No afiliado a la FIFA                 | No afiliado a la FIFA                 | No afiliado a la FIFA                 | No afiliado a la FIFA                 |
| 2003  | No afiliado a la FIFA                 | No afiliado a la FIFA                 | No afiliado a la FIFA                 | No afiliado a la FIFA                 | No afiliado a la FIFA                 | No afiliado a la FIFA                 | No afiliado a la FIFA                 | No afiliado a la FIFA                 |
| 2005  | No afiliado a la FIFA                 | No afiliado a la FIFA                 | No afiliado a la FIFA                 | No afiliado a la FIFA                 | No afiliado a la FIFA                 | No afiliado a la FIFA                 | No afiliado a la FIFA                 | No afiliado a la FIFA                 |
| 2007  | No afiliado a la FIFA                 | No afiliado a la FIFA                 | No afiliado a la FIFA                 | No afiliado a la FIFA                 | No afiliado a la FIFA                 | No afiliado a la FIFA                 | No afiliado a la FIFA                 | No afiliado a la FIFA                 |
| 2009  | No afiliado a la FIFA                 | No afiliado a la FIFA                 | No afiliado a la FIFA                 | No afiliado a la FIFA                 | No afiliado a la FIFA                 | No afiliado a la FIFA                 | No afiliado a la FIFA                 | No afiliado a la FIFA                 |
| 2011  | No afiliado a la FIFA                 | No afiliado a la FIFA                 | No afiliado a la FIFA                 | No afiliado a la FIFA                 | No afiliado a la FIFA                 | No afiliado a la FIFA                 | No afiliado a la FIFA                 | No afiliado a la FIFA                 |
| 2013  | No afiliado a la FIFA                 | No afiliado a la FIFA                 | No afiliado a la FIFA                 | No afiliado a la FIFA                 | No afiliado a la FIFA                 | No afiliado a la FIFA                 | No afiliado a la FIFA                 | No afiliado a la FIFA                 |
| 2015  | No afiliado a la FIFA                 | No afiliado a la FIFA                 | No afiliado a la FIFA                 | No afiliado a la FIFA                 | No afiliado a la FIFA                 | No afiliado a la FIFA                 | No afiliado a la FIFA                 | No afiliado a la FIFA                 |
| 2017  | No participó                          | No participó                          | No participó                          | No participó                          | No participó                          | No participó                          | No participó                          | No participó                          |
| 2019  | No clasificó                          | No clasificó                          | No clasificó                          | No clasificó                          | No clasificó                          | No clasificó                          | No clasificó                          | No clasificó                          |
| 2021  | Cancelado por la Pandemia de COVID-19 | Cancelado por la Pandemia de COVID-19 | Cancelado por la Pandemia de COVID-19 | Cancelado por la Pandemia de COVID-19 | Cancelado por la Pandemia de COVID-19 | Cancelado por la Pandemia de COVID-19 | Cancelado por la Pandemia de COVID-19 | Cancelado por la Pandemia de COVID-19 |
| 2023  | Por definirse                         | Por definirse                         | Por definirse                         | Por definirse                         | Por definirse                         | Por definirse                         | Por definirse                         | Por definirse                         |
| 2025  |                                       |                                       |                                       |                                       |                                       |                                       |                                       |                                       |
| Total | 0/18                                  | 0º                                    | 0                                     | 0                                     | 0                                     | 0                                     | 0                                     | 0                                     |

### Eurocopa Sub-17
| Año   | Ronda                                      | J                                          | G                                          | E                                          | P                                          | GF                                         | GC                                         |
| ----- | ------------------------------------------ | ------------------------------------------ | ------------------------------------------ | ------------------------------------------ | ------------------------------------------ | ------------------------------------------ | ------------------------------------------ |
| 1982  | Ver Yugoslavia                             | Ver Yugoslavia                             | Ver Yugoslavia                             | Ver Yugoslavia                             | Ver Yugoslavia                             | Ver Yugoslavia                             | Ver Yugoslavia                             |
| 1984  | Ver Yugoslavia                             | Ver Yugoslavia                             | Ver Yugoslavia                             | Ver Yugoslavia                             | Ver Yugoslavia                             | Ver Yugoslavia                             | Ver Yugoslavia                             |
| 1985  | Ver Yugoslavia                             | Ver Yugoslavia                             | Ver Yugoslavia                             | Ver Yugoslavia                             | Ver Yugoslavia                             | Ver Yugoslavia                             | Ver Yugoslavia                             |
| 1986  | Ver Yugoslavia                             | Ver Yugoslavia                             | Ver Yugoslavia                             | Ver Yugoslavia                             | Ver Yugoslavia                             | Ver Yugoslavia                             | Ver Yugoslavia                             |
| 1987  | Ver Yugoslavia                             | Ver Yugoslavia                             | Ver Yugoslavia                             | Ver Yugoslavia                             | Ver Yugoslavia                             | Ver Yugoslavia                             | Ver Yugoslavia                             |
| 1988  | Ver Yugoslavia                             | Ver Yugoslavia                             | Ver Yugoslavia                             | Ver Yugoslavia                             | Ver Yugoslavia                             | Ver Yugoslavia                             | Ver Yugoslavia                             |
| 1989  | Ver Yugoslavia                             | Ver Yugoslavia                             | Ver Yugoslavia                             | Ver Yugoslavia                             | Ver Yugoslavia                             | Ver Yugoslavia                             | Ver Yugoslavia                             |
| 1990  | Ver Yugoslavia                             | Ver Yugoslavia                             | Ver Yugoslavia                             | Ver Yugoslavia                             | Ver Yugoslavia                             | Ver Yugoslavia                             | Ver Yugoslavia                             |
| 1991  | Ver Yugoslavia                             | Ver Yugoslavia                             | Ver Yugoslavia                             | Ver Yugoslavia                             | Ver Yugoslavia                             | Ver Yugoslavia                             | Ver Yugoslavia                             |
| 1992  | Ver Yugoslavia                             | Ver Yugoslavia                             | Ver Yugoslavia                             | Ver Yugoslavia                             | Ver Yugoslavia                             | Ver Yugoslavia                             | Ver Yugoslavia                             |
| 1993  | Ver Yugoslavia                             | Ver Yugoslavia                             | Ver Yugoslavia                             | Ver Yugoslavia                             | Ver Yugoslavia                             | Ver Yugoslavia                             | Ver Yugoslavia                             |
| 1994  | Ver Yugoslavia                             | Ver Yugoslavia                             | Ver Yugoslavia                             | Ver Yugoslavia                             | Ver Yugoslavia                             | Ver Yugoslavia                             | Ver Yugoslavia                             |
| 1995  | Ver Yugoslavia                             | Ver Yugoslavia                             | Ver Yugoslavia                             | Ver Yugoslavia                             | Ver Yugoslavia                             | Ver Yugoslavia                             | Ver Yugoslavia                             |
| 1996  | Ver Yugoslavia                             | Ver Yugoslavia                             | Ver Yugoslavia                             | Ver Yugoslavia                             | Ver Yugoslavia                             | Ver Yugoslavia                             | Ver Yugoslavia                             |
| 1997  | Ver Yugoslavia                             | Ver Yugoslavia                             | Ver Yugoslavia                             | Ver Yugoslavia                             | Ver Yugoslavia                             | Ver Yugoslavia                             | Ver Yugoslavia                             |
| 1998  | Ver Yugoslavia                             | Ver Yugoslavia                             | Ver Yugoslavia                             | Ver Yugoslavia                             | Ver Yugoslavia                             | Ver Yugoslavia                             | Ver Yugoslavia                             |
| 1999  | Ver Yugoslavia                             | Ver Yugoslavia                             | Ver Yugoslavia                             | Ver Yugoslavia                             | Ver Yugoslavia                             | Ver Yugoslavia                             | Ver Yugoslavia                             |
| 2000  | No afiliado a la UEFA                      | No afiliado a la UEFA                      | No afiliado a la UEFA                      | No afiliado a la UEFA                      | No afiliado a la UEFA                      | No afiliado a la UEFA                      | No afiliado a la UEFA                      |
| 2001  | No afiliado a la UEFA                      | No afiliado a la UEFA                      | No afiliado a la UEFA                      | No afiliado a la UEFA                      | No afiliado a la UEFA                      | No afiliado a la UEFA                      | No afiliado a la UEFA                      |
| 2002  | No afiliado a la UEFA                      | No afiliado a la UEFA                      | No afiliado a la UEFA                      | No afiliado a la UEFA                      | No afiliado a la UEFA                      | No afiliado a la UEFA                      | No afiliado a la UEFA                      |
| 2003  | No afiliado a la UEFA                      | No afiliado a la UEFA                      | No afiliado a la UEFA                      | No afiliado a la UEFA                      | No afiliado a la UEFA                      | No afiliado a la UEFA                      | No afiliado a la UEFA                      |
| 2004  | No afiliado a la UEFA                      | No afiliado a la UEFA                      | No afiliado a la UEFA                      | No afiliado a la UEFA                      | No afiliado a la UEFA                      | No afiliado a la UEFA                      | No afiliado a la UEFA                      |
| 2005  | No afiliado a la UEFA                      | No afiliado a la UEFA                      | No afiliado a la UEFA                      | No afiliado a la UEFA                      | No afiliado a la UEFA                      | No afiliado a la UEFA                      | No afiliado a la UEFA                      |
| 2006  | No afiliado a la UEFA                      | No afiliado a la UEFA                      | No afiliado a la UEFA                      | No afiliado a la UEFA                      | No afiliado a la UEFA                      | No afiliado a la UEFA                      | No afiliado a la UEFA                      |
| 2007  | No afiliado a la UEFA                      | No afiliado a la UEFA                      | No afiliado a la UEFA                      | No afiliado a la UEFA                      | No afiliado a la UEFA                      | No afiliado a la UEFA                      | No afiliado a la UEFA                      |
| 2008  | No afiliado a la UEFA                      | No afiliado a la UEFA                      | No afiliado a la UEFA                      | No afiliado a la UEFA                      | No afiliado a la UEFA                      | No afiliado a la UEFA                      | No afiliado a la UEFA                      |
| 2009  | No afiliado a la UEFA                      | No afiliado a la UEFA                      | No afiliado a la UEFA                      | No afiliado a la UEFA                      | No afiliado a la UEFA                      | No afiliado a la UEFA                      | No afiliado a la UEFA                      |
| 2010  | No afiliado a la UEFA                      | No afiliado a la UEFA                      | No afiliado a la UEFA                      | No afiliado a la UEFA                      | No afiliado a la UEFA                      | No afiliado a la UEFA                      | No afiliado a la UEFA                      |
| 2011  | No afiliado a la UEFA                      | No afiliado a la UEFA                      | No afiliado a la UEFA                      | No afiliado a la UEFA                      | No afiliado a la UEFA                      | No afiliado a la UEFA                      | No afiliado a la UEFA                      |
| 2012  | No afiliado a la UEFA                      | No afiliado a la UEFA                      | No afiliado a la UEFA                      | No afiliado a la UEFA                      | No afiliado a la UEFA                      | No afiliado a la UEFA                      | No afiliado a la UEFA                      |
| 2013  | No afiliado a la UEFA                      | No afiliado a la UEFA                      | No afiliado a la UEFA                      | No afiliado a la UEFA                      | No afiliado a la UEFA                      | No afiliado a la UEFA                      | No afiliado a la UEFA                      |
| 2014  | No afiliado a la UEFA                      | No afiliado a la UEFA                      | No afiliado a la UEFA                      | No afiliado a la UEFA                      | No afiliado a la UEFA                      | No afiliado a la UEFA                      | No afiliado a la UEFA                      |
| 2015  | No afiliado a la UEFA                      | No afiliado a la UEFA                      | No afiliado a la UEFA                      | No afiliado a la UEFA                      | No afiliado a la UEFA                      | No afiliado a la UEFA                      | No afiliado a la UEFA                      |
| 2016  | No participó                               | No participó                               | No participó                               | No participó                               | No participó                               | No participó                               | No participó                               |
| 2017  | No participó                               | No participó                               | No participó                               | No participó                               | No participó                               | No participó                               | No participó                               |
| 2018  | No clasificó                               | No clasificó                               | No clasificó                               | No clasificó                               | No clasificó                               | No clasificó                               | No clasificó                               |
| 2019  | No clasificó                               | No clasificó                               | No clasificó                               | No clasificó                               | No clasificó                               | No clasificó                               | No clasificó                               |
| 2020  | Cancelado debido a la pandemia de COVID-19 | Cancelado debido a la pandemia de COVID-19 | Cancelado debido a la pandemia de COVID-19 | Cancelado debido a la pandemia de COVID-19 | Cancelado debido a la pandemia de COVID-19 | Cancelado debido a la pandemia de COVID-19 | Cancelado debido a la pandemia de COVID-19 |
| 2021  | Cancelado debido a la pandemia de COVID-19 | Cancelado debido a la pandemia de COVID-19 | Cancelado debido a la pandemia de COVID-19 | Cancelado debido a la pandemia de COVID-19 | Cancelado debido a la pandemia de COVID-19 | Cancelado debido a la pandemia de COVID-19 | Cancelado debido a la pandemia de COVID-19 |
| 2022  | No clasificó                               | No clasificó                               | No clasificó                               | No clasificó                               | No clasificó                               | No clasificó                               | No clasificó                               |
| 2023  | No clasificó                               | No clasificó                               | No clasificó                               | No clasificó                               | No clasificó                               | No clasificó                               | No clasificó                               |
| 2024  | No clasificó                               | No clasificó                               | No clasificó                               | No clasificó                               | No clasificó                               | No clasificó                               | No clasificó                               |
| Total | 0/38                                       | 0                                          | 0                                          | 0                                          | 0                                          | 0                                          | 0                                          |

### Torneos Fuera de FIFA
Kosovo has so far only participated in two international tournaments.
| Año   | Torneo                          | Pos      | J  | G | E | P | GF | GC |
| ----- | ------------------------------- | -------- | -- | - | - | - | -- | -- |
| 2017  | Aegean Mercedes Cup             | 3º Lugar | 3  | 0 | 0 | 3 | 3  | 9  |
| 2017  | UEFA U16 Development Tournament | 3º Lugar | 3  | 1 | 1 | 1 | 11 | 6  |
| 2017  | Aegean Mercedes Cup             | 4º Lugar | 4  | 2 | 0 | 2 | 4  | 6  |
| Total | 3/3                             |          | 10 | 3 | 1 | 6 | 18 | 21 |